# Wildervank
Wildervank est un village qui fait partie de la commune de Veendam dans la province néerlandaise de Groningue.
Wildervank est fondé au XVIIe siècle. Le village tire son nom d'Adriaan Geerts Wildervanck, un exploitant des tourbières du XVIIe siècle. Jusqu'en 1969, Wildervank est une commune indépendante. La commune est supprimée le 1er janvier 1969. La plus grande partie est rattachée à Veendam. Le reste est rattaché à la commune d'Onstwedde ; la nouvelle commune ainsi créée est appelée Stadskanaal.

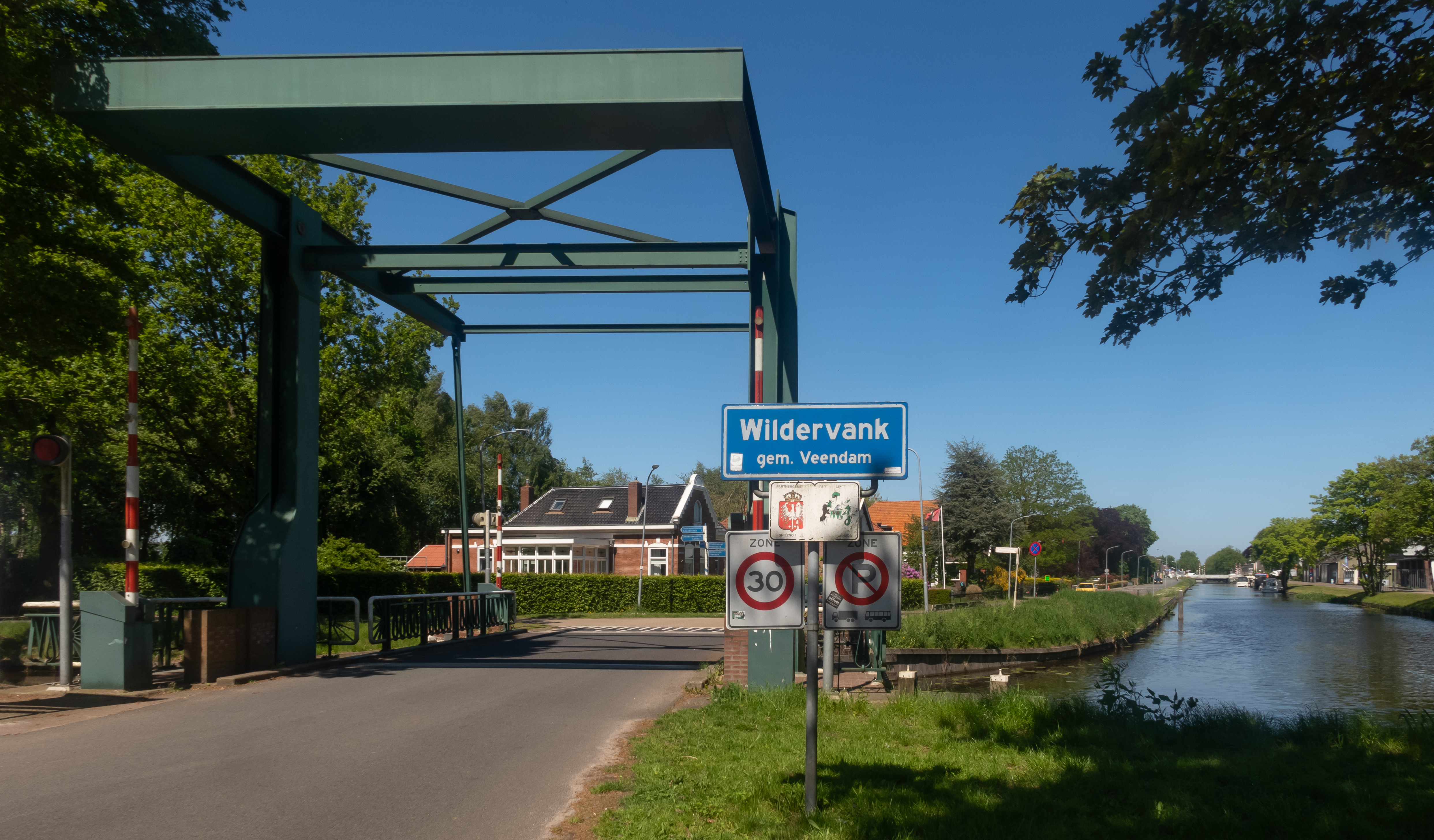
Le pont basculant (Scheepsjoagersbrug)

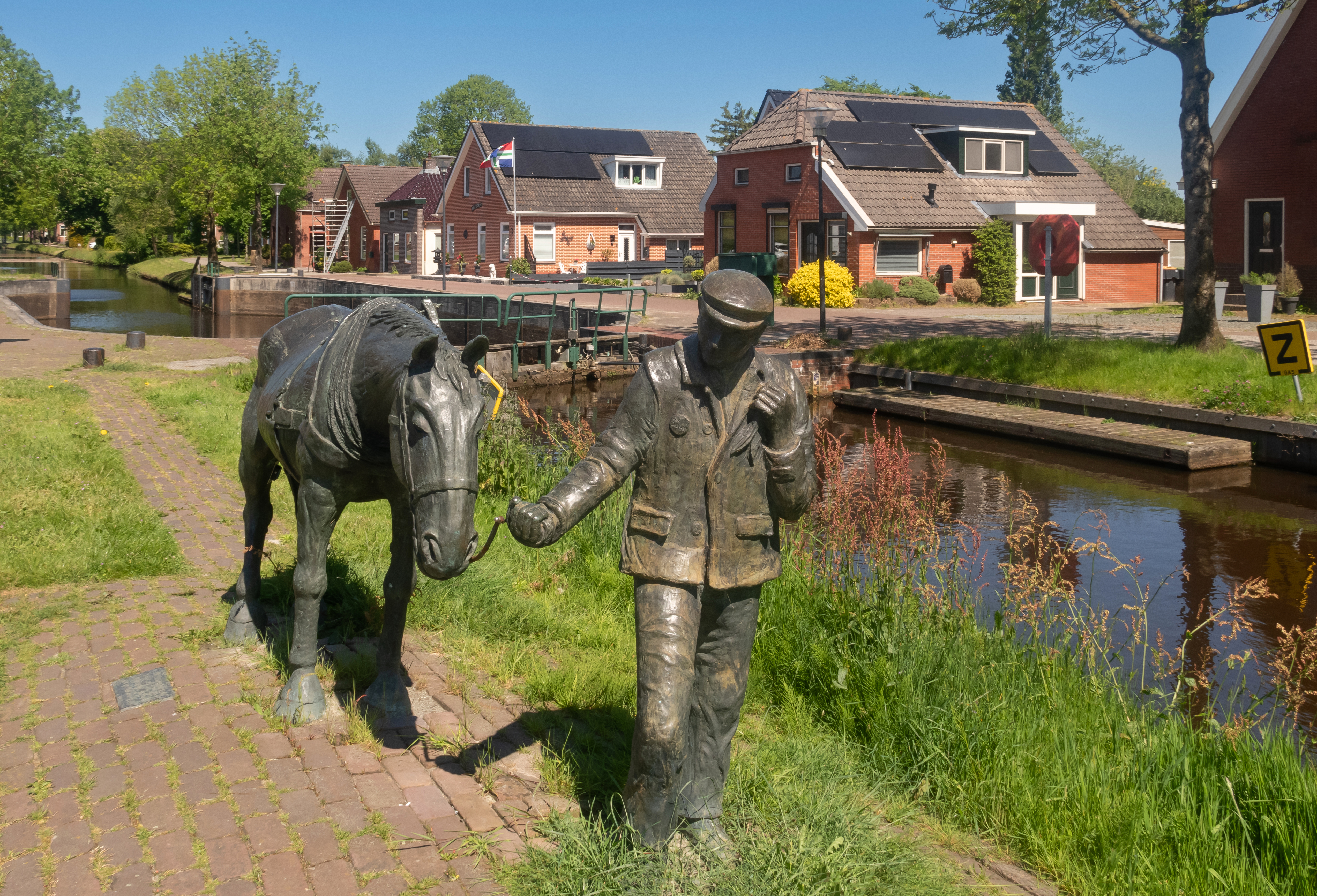
La sculpture (Scheepsjager)